# Абрамович, Славомир
Славоми́р Абрамо́вич (пол. Sławomir Abramowicz; родился 9 июня 2004 года, Варшава, Польша) — польский футболист, вратарь клуба «Ягеллония».

## Клубная карьера
Славомир Абрамович — воспитанник «Виктория Сулеювек», «Эсцола Варсовия Варшава» и «Варсовия Варшава». 1 июля 2020 года перешёл в клуб «Полония» (Варшава). За клуб дебютировал 10 октября 2020 года в 10-м туре в матче против «Василькува», где отыграл на ноль. Всего за клуб сыграл 13 матчей, где пропустил 12 мячей и сделал 6 «сухарей».
23 августа 2021 года перешёл в футбольный клуб «Ягеллония». Свой дебютный матч за вторую команду провёл 8 сентября против «Свита». Первый «сухой» матч провёл против «Сокола». За футбольный клуб «Ягеллония» дебютировал 11 марта 2023 года в матче 24-го тура Экстраклассы против «Гурник (Забже)».

## Карьера в сборной
Сыграл 2 матча за сборную Польши до 18 лет. За сборную до 19 лет вызывался на матчи отбора на чемпионат Европы и на сам турнир, но ни разу не выходил на поле.